# Kollaborativ fiktion
Kollaborativ fiktion är ett sätt att skriva på när tre eller flera författare går ihop för att skapa en berättelse där alla har delad kontroll. 
Den här metoden kan förekomma av olika anledningar exempelvis ekonomisk vinning, utbildning eller som en hobby. Många kollaborativt skapade arbeten har haft anknytning till akademisk forskning.